# Mugnano metróállomás
A Mugnano egy metróállomás Olaszországban, Mugnano di Napoli Nápolyban a nápolyi metró 11-es metróvonalakon.

## Metróvonalak
Az állomást az alábbi metróvonalak érintik:
- Nápoly–Aversa-vasútvonal

## Kapcsolódó állomások
A vasútállomáshoz az alábbi állomások vannak a legközelebb:
- Stazione di Piscinola Scampia (Stazione di Piscinola Scampia, Nápoly–Aversa-vasútvonal)
- Giugliano (Aversa Centro, Nápoly–Aversa-vasútvonal)